# Erthal-Obelisk

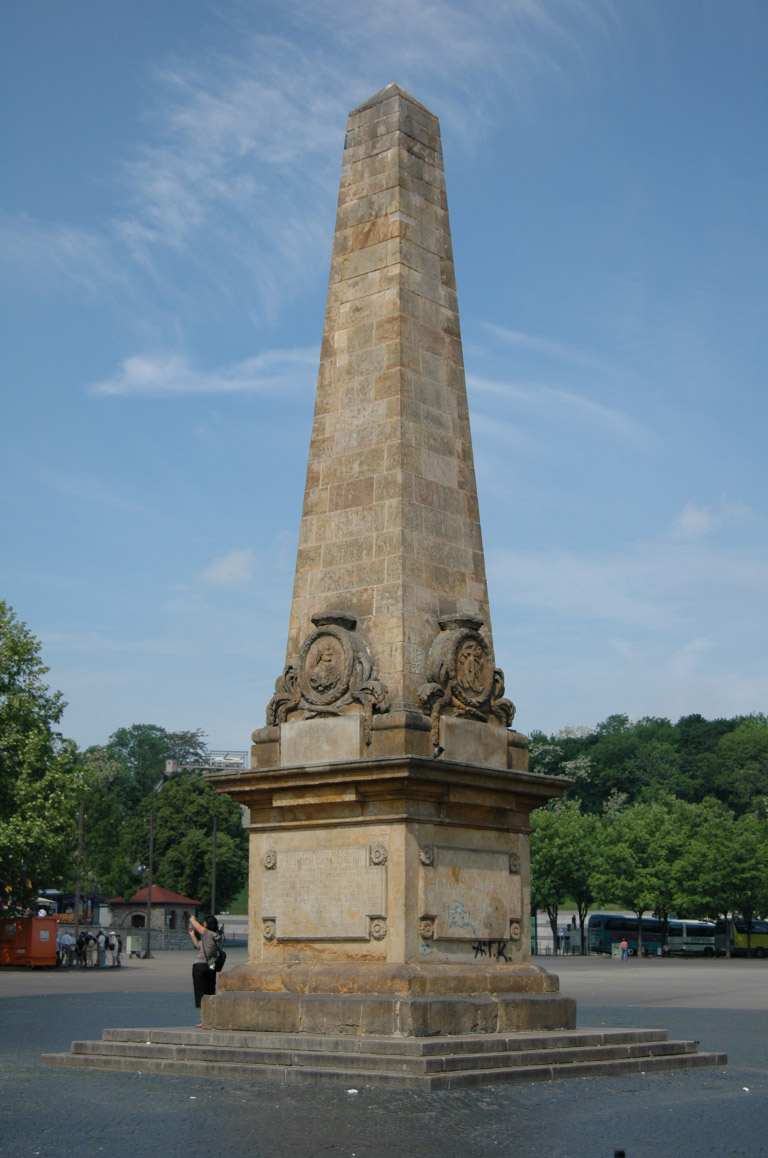
Der Erthal-Obelisk

Der Erthal-Obelisk ist ein 18 Meter hoher Obelisk auf dem Domplatz zu Erfurt. Er wurde um 1777 anlässlich des ersten Besuchs des Mainzer Erzbischofs und Erfurter Stadtherrn Friedrich Karl Joseph von Erthal errichtet, womit er zu den ältesten Denkmalen in Erfurt gehört. Die Baukosten lagen bei 1120 Talern, von denen die Bürger 858 in einer Kollekte aufbrachten. Das Werk eines nicht überlieferten Baumeisters ist aus Wandersleber Sandstein gefertigt und besitzt einen quadratischen Sockel aus Granit mit lorbeerumkränztem Bildnis, Namenszug, Wappen und Initialen, Orden und Ehrenzeichen. In früheren Zeiten erläuterte eine Widmung im Stein, dass die „treuen Unterthanen hiesiger Stadt dem besten Vater des Landes“ dieses Denkmal „zu ewigem Gedächtnis“ erbaut hätten.
Im Laufe der Jahre erforderten Witterungseinflüsse und Blitzschläge mehrfache Restaurierung der maroden Steine. Anlässlich eines Besuches Wilhelms II. wurde der Obelisk 1899 wieder instand gesetzt. 1990 erfolgte auf Kosten privater Spender eine Teilsanierung und 2005 wurde der Sockel ausgebessert. Die Inschrifttafeln des Obelisken tragen heutzutage keinen gut erkennbaren Text mehr.
Der Erthal-Obelisk in Erfurt auf dem Domplatz trägt folgende Beschriftung, die nur durch ein Foto mit nachträglicher Erhöhung des Kontrastes, der Farbwerte und der Helligkeit überhaupt lesbar wurde:

„DEM BESTEN VATER DES LANDES

FRIEDRICH CARL IOSEPH

DES HEIL. STUHLES ZU MAINZ ERZBISCHOFF

DES HEIL. RÖM. R. DURCH GERM. ERZKANZLER UND CHURFÜRST

AUCH FÜRST UND BISCHOFF ZU WORMS etc. etc. GEBOREN

DEN 3. JANUARII 1719. ERWÆHLT DEN 18. JULI 1774.

IN HOECHST EIGNER PERSON GEGENWÆRTIG IN

ERFURT DEN 17. MAII 1777. DIESES DENKMAL HABEN

ZU EWIGEM GEDÆCHTNISS AUS TIEFST GEBÜHRENDER

DANKBARKEIT DER HÖCHST GNÆDIGEN HULDREICHSTEN

GEGENWART SEINER CHURFÜRSTLICHEN GNADEN

ERRICHTET DIE TREUEN UNTERTHANEN

HIESIGER STADT ERFURT.“